# Cuphocarpus inermis
Cuphocarpus inermis là một loài thực vật có hoa trong Họ Cuồng cuồng. Loài này được Baker mô tả khoa học đầu tiên năm 1884.